# Frédéric Beigbeder

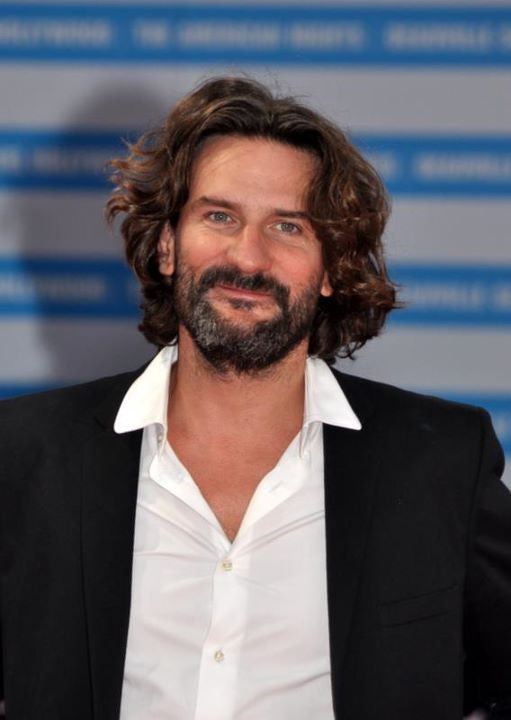
Frédéric Beigbeder (2011)

Frédéric Beigbeder [fʀedeˈʀik bɛgbeˈde] (* 21. September 1965 in Neuilly-sur-Seine) ist ein französischer Schriftsteller, Schauspieler, Drehbuchautor und Regisseur.

## Leben und Karriere
Frédéric Beigbeder wurde 1965 als Sohn eines Personalberaters und einer Nachfahrin des Adelshauses de Chasteigner im Pariser Nobelvorort Neuilly-sur-Seine geboren. Der Vater arbeitete als Headhunter, die Mutter als Romanübersetzerin. Nach früher Scheidung der Eltern wuchs er zusammen mit seinem Bruder überwiegend bei der Mutter auf. Er entwickelte eine starke Bindung zu seinem Bruder Charles Beigbeder, der 1997 die Internetplattform Selftrade gründete, mit Milliardengewinn verkaufte und 2002 das erste unabhängige französische Elektrizitätsunternehmen Poweo gründete.
Beigbeder studierte Politikwissenschaft an der Sciences Po Paris und wurde nach der Veröffentlichung seines ersten Romans Memoiren eines Sohnes aus schlechtem Hause von der Werbeagentur Young & Rubicam engagiert. Dort arbeitete er zehn Jahre als Werbetexter und Konzeptioner. Mit der Veröffentlichung seines Romans Neununddreißigneunzig (99 francs) wurde er über die Grenzen Frankreichs hinaus bekannt und zugleich zu einem der Stichwortgeber der Konsumkritik. Weitere Romane folgten. 1994 rief er den Prix de Flore für junge Autoren (benannt nach dem berühmten Café de Flore in St-Germain-des-Prés) ins Leben, zu dessen Preisträgern Michel Houellebecq und Virginie Despentes zählen. Im Jahre 2005 war Beigbeder zusammen mit Alain Decaux, Richard Millet und Jean-Pierre Thiollet Gastschriftsteller auf der Buchmesse in Beirut. 2009 erhielt er für sein Werk Un roman français den Prix Renaudot.
Privat war Beigbeder eine Zeit lang mit der Schauspielerin Laura Smet liiert.

## Werke

### Belletristik
Marc-Marronnier-Trilogie
- Band 1: Mémoires d’un jeune homme dérangé. La Table Ronde, Paris 2007, ISBN 978-2-7103-2410-2 (EA Paris 1990).
  - Memoiren eines Sohnes aus schlechtem Hause. Rowohlt, Reinbek bei Hamburg 2001, ISBN 3-499-23095-X.[2]
  - Memoiren eines Sohnes aus schlechtem Haus. Hörbuch. Hoffmann & Campe 2002, ISBN 3-455-30293-9 (2 CDs, gelesen von Thomas Kausch).
- Band 2: Vacances dans le coma. Grasset, Paris 2001, ISBN 2-246-48291-7 (EA Paris 1994),
  - Ferien im Koma. Rowohlt, Reinbek bei Hamburg 2002, ISBN 3-499-23191-3.[2]
- Band 3: L’Amour dure trois ans, Grasset, Paris 2000, ISBN 2-246-54651-6 (EA Paris 1997).
  - Die Liebe währt drei Jahre. Rowohlt, Reinbek bei Hamburg 2003, ISBN 3-499-23192-1.[2]
- Sammelband: Die wilden Jahre. Die Marc-Marronnier-Trilogie. Reinbek, Rowohlt 2004, ISBN 3-499-23679-6.

Einzelwerke
- 99 francs. Grasset, Paris 2000, ISBN 2-246-56761-0.
  - Neununddreißigneunzig. 39.90. Rowohlt, Reinbek bei Hamburg 2001, ISBN 3-498-00617-7.[2]
- Windows on the world. Grasset, Paris 2003, ISBN 2-246-63381-8.
  - Windows on the World. Ullstein, München 2003, ISBN 3-550-08453-6.[2]
- L’Égoïste romantique. Grasset, Paris 2005, ISBN 2-246-67791-2.
  - Der romantische Egoist. Ullstein, Berlin 2005, ISBN 3-550-08636-9.[2]
  - Der romantische Egoist. Hörbuch. DAV, Berlin 2006, ISBN 3-89813-557-8 (3 CDs, gelesen von Heikko Deutschmann).
- Au secours pardon. Grasset, Paris 2007, ISBN 978-2-246-67801-4.
- Un roman francais. Grasset, Paris 2009, ISBN 978-2-246-73411-6.
  - Ein französischer Roman. Piper, München 2010, ISBN 978-3-492-05414-0.[3]
- Oona & Salinger. Grasset, Paris 2014.
  - Oona & Salinger. Roman. Aus dem Französischen von Tobias Scheffel. Piper, München 2015, ISBN 978-3-492-05415-7.[4]

Erzählungen
- Nouvelles sous ecstasy. Gallimard, Paris 1999, ISBN 2-07-075523-1.
- Einsamkeit zu mehreren.[5] In: Krachkultur. Band 9 (2001), ISSN 0947-0697.[6]

Essay
- mit Philippe Bertrand: Rester normal à Saint Tropez. Dargaud, Paris 2004, ISBN 2-205-05417-1.
- Premier bilan après l’apocalypse. Grasset, Paris 2011, ISBN 978-2-246-77711-3.
- Auge um Auge. In: Der Stern. 18. November 2015, S. 54ff. (über die Terroranschläge am 13. November 2015 in Paris)

### Sachbücher
- Barbie. Assouline, Paris 1998, ISBN 2-84323-083-7.
- Dernier inventaire avant liquidation. Grasset, Paris 2001, ISBN 2-246-59691-2.
  - Die letzte Inventur vor dem Ausverkauf. Die fünfzig besten Bücher des 20. Jahrhunderts. Rowohlt, Reinbek bei Hamburg 2002, ISBN 3-499-23286-3.[7]

## Filmografie (Auswahl)

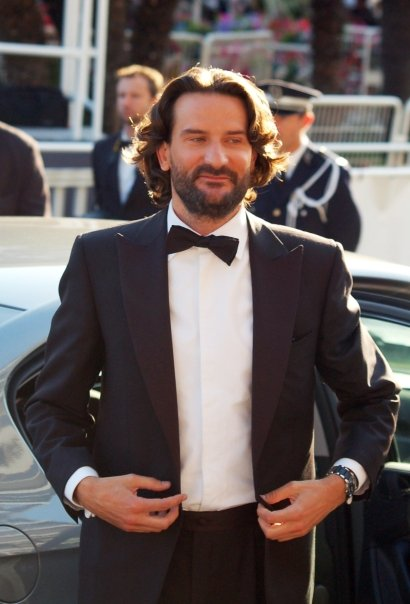
Frédéric Beigbeder bei den 60. Filmfestspielen von Cannes (2007)

### Als Schauspieler
- 1999: Das Wesen der Schönheit (Les Infortunes de la beauté)
- 2005: Imposture
- 2006: Comme t’y es belle!
- 2007: Les Cinéphiles 3 – Les Ruses de Frédéric
- 2007: 39,90 (99 francs)
- 2008: La personne aux deux personnes
- 2011: Beur sur la ville
- 2011: Das verflixte 3. Jahr (L’Amour dure trois ans)
- 2015: Lolo – Drei ist einer zu viel

### Als Drehbuchautor
- 1999: Das Wesen der Schönheit (Les Infortunes de la beauté)
- 2006: The Day All Women Loved Me
- 2007: 39,90 (99 francs)
- 2011: Das verflixte 3. Jahr (L’Amour dure trois ans)

### Als Regisseur
- 2011: Das verflixte 3. Jahr (L’Amour dure trois ans)